# El bany del diable
El bany del diable és una pel·lícula dramàtica d'horror folk de 2024 escrita i dirigida per Veronika Franz i Severin Fiala. Protagonitzada per Anja Plaschg, explica la història d'Agnes, una jove casada que no se sent a gust al món del seu marit. S'ha subtitulat al català.
Va ser seleccionada per al 74è Festival Internacional de Cinema de Berlín, on va competir per l'Os d'Or. Més endavant, va fer història al LVII Festival Internacional de Cinema Fantàstic de Catalunya amb tres guardons: premi a la millor pel·lícula de la Secció Oficial, premi de la Crítica José Luis Guarner i premi del Jurat Carnet Jove.

## Argument
La pel·lícula és un retrat profund d'una persona desesperada que aconsegueix fugir de la presó interior. El 1750, a l'Alta Àustria, una jove anomenada Agnes es casa amb un desconegut. Se sent alienada i sola al seu món desconegut. Com que és molt devota i emocional, s'aïlla cada cop més i no veu escapatòria el seu turment interior, tret d'un horrible acte de violència.

## Producció
La pel·lícula va ser produïda per l'austríaca Ulrich Seidl Film Production GmbH en coproducció amb l'alemanya Heimatfilm. La Corporació Austríaca de Radiodifusió, la Corporació Bavaresa de Radiodifusió i Arte van donar suport a la pel·lícula.
El psicograma creat per Veronika Franz i Severin Fiala té com a actriu principal Anja Plaschg, que també va compondre la música. Martin Gschlacht va actuar com a director de fotografia i Michael Palm va muntar la pel·lícula. La pel·lícula es va rodar durant més de 40 dies, de l'1 de novembre de 2020 al 29 de gener de 2022, als estats de la Baixa Àustria i Renania del Nord-Westfàlia.